# Made in Sweden (musikgrupp)
Made in Sweden var en svensk musikgrupp, bildad 1968, som bestod av Jojje Wadenius på gitarr, piano och orgel, Bosse Häggström på bas, piano och orgel, och Tommy Borgudd på trummor. Bandet upplöstes i samband med att Jojje och Tommy började spela med Solar Plexus 1971 och definitivt när Jojje började spela med Blood, Sweat & Tears 1972.
Bandet återuppstod 1976 med en ny sättning. Gruppen bestod då av Jojje Wadenius på gitarr, Tommy Körberg sång, Wlodek Gulgowski klaviatur, Pekka Pohjola bas och Vesa Aaltonen trummor.

## Historik
Gruppen släppte sin första LP Made in Sweden (with Love) 1968, som blev en stor succé och som tilldelades en Grammis året efter. Gruppen spelade ofta på stockholmsklubben Gyllene Cirkeln, och 1970 släpptes liveskivan Live! At the "Golden Circle" som var inspelad på klubben. Wadenius skrev mycket av musiken till gruppens skivor.
När Wadenius återkom från USA 1976 startade gruppen igen i en ny konstellation, där bland andra Tommy Körberg ingick. Det resulterade i albumet Where Do We Begin där, förutom Wadenius och Körberg, den polske keyboardisten Wlodek Gulgowski och två finländare, basisten Pekka Pohjola och trummisen Vesa Aaltonen, medverkade.

## Medlemmar[1]
- Jojje Wadenius – gitarr, piano, orgel och sång
- Bosse Häggström – basgitarr, gitarr, mellotron, piano och orgel
- Tommy Borgudd – trummor, percussion
- Tommy Körberg – sång
- Wlodek Gulgowski - keyboard, elektrisk piano, synthesizer, klarinett
- Pekka Pohjola - basgitarr, piano
- Vesa Aaltonen - trummor, percussion

## Diskografi[1]

### LP
- 1968 – Made in Sweden (with Love)
- 1969 – Snakes in a Hole
- 1970 – Live! At the "Golden Circle"
- 1970 – Made in England
- 1970 – Regnbågslandet
- 1971 – Best of
- 1976 – Where Do We Begin

### Singlar och EP
- 1969 – I Don’t Care / Sunset
- 1969 – I Don't Care / Lay Lady lay
- 1976 – Pop-Poem / Manhattan Vibes